# Coulx
Coulx település Franciaországban, Lot-et-Garonne megyében. Lakosainak száma 254 fő (2022. január 1.). Coulx Brugnac, Monclar, Montastruc, Tombebœuf, Tourtrès és Verteuil-d’Agenais községekkel határos.

## Népesség
A település népességének változása:
| Lakosok száma | 371  | 268  | 290  | 225  | 250  | 238  | 238  | 242  | 244  | 254  |
|               | 1968 | 1982 | 1990 | 2006 | 2013 | 2015 | 2017 | 2019 | 2020 | 2022 |